# 2010 MTV World Stage VMAJ
El MTV World Stage VMAJ 2010 se llevaron a cabo el sábado, 29 de mayo en el Yoyogi National Gymnasium en Tokio, Japón.  Los nominados fueron anunciados el 31 de marzo de 2010.

## Nominados

### Video del Año
Exile — "Futatsu no Kuchibiru"
- Namie Amuro — "Fast Car"
- Ayaka — "Minna Sora no Shita"
- Alicia Keys — "Doesn't Mean Anything"
- Lady Gaga — "Poker Face"

### Álbum del año
Exile — Aisubeki Mirai e
- Namie Amuro — Past < Future
- The Black Eyed Peas — The E.N.D.
- Green Day — 21st Century Breakdown
- Superfly — Box Emotions

### Mejor Video Masculino
Shota Shimizu — "Utsukushiki Hibi yo"
- Jay'ed — "Everybody"
- Jay-Z con Alicia Keys — "Empire State of Mind"
- Kreva — "Speechless"
- Sean Paul — "So Fine"

### Mejor Video Femenino
Namie Amuro — "Fast Car"
- Ayaka — "Minna Sora no Shita"
- Kaela Kimura — "Butterfly"
- Lady Gaga — "Poker Face"
- Rihanna — "Russian Roulette"

### Mejor Video de Grupo
TVXQ — "Share the World"
- Backstreet Boys — "Straight Through My Heart"
- The Black Eyed Peas — "I Gotta Feeling"
- Remioromen — "Kachōfūgetsu"
- Tokyo Incidents — "Nōdōteki Sanpunkan"

### Mejor Artista Nuevo
Big Bang — "Gara Gara Go!"
- Mao Abe — "Itsu no Hi mo"
- Keri Hilson con  Kanye West y  Ne-Yo — "Knock You Down"
- Taylor Swift — "You Belong with Me"
- The Telephones — "Monkey Discooooooo"

### Mejor Video Rock
Superfly — "Dancing on the Fire"
- 9mm Parabellum Bullet — "Inochi no Zenmai"
- Green Day — "Know Your Enemy"
- Muse — "Uprising"
- Radwimps — "Oshakanshama"

### Mejor Video Pop
Big Bang — "Koe o Kikasete"
- Ikimono-gakari — "Yell"
- Kumi Koda — "Lick Me"
- Leona Lewis — "Happy"
- Pink — "Please Don't Leave Me"

### Mejor Video R&B
Miliyah Kato — "Aitai"
- Chris Brown — "Crawl"
- Jasmine — "Sad to Say"
- Juju with  Jay'ed — "Ashita ga Kuru Nara"
- Alicia Keys — "Doesn't Mean Anything"

### Mejor Video Hip-Hop
Kreva — "Speechless"
- Eminem — "We Made You"
- Flo Rida con  Kesha — "Right Round"
- Jay-Z con  Alicia Keys — "Empire State of Mind"
- Rhymester — "Once Again"

### Mejor Video Reggae
Han-Kun — "Keep it Blazing"
- Sean Kingston — "Fire Burning"
- Sean Paul — "So Fine"
- Pushim — "My Endless Love"
- Ryo the Skywalker — "Kokoni Aru Ima wo Tomoni Aruki Dasou"

### Mejor Video Dance
Lady Gaga — "Poker Face"
- Cos/Mes — "Chaosexotica"
- David Guetta featuring Kelly Rowland — "When Love Takes Over"
- La Roux — "I'm Not Your Toy"
- Perfume — "One Room Disco"

### Mejor Video de una Película
Juju con  Jay'ed — "Ashita ga Kuru Nara" (de April Bride)
- Flumpool — "Dear Mr. & Ms. Picaresque" (de MW)
- Leona Lewis — "I See You" (de Avatar)
- Paramore — "Decode" (de Twilight)
- Shōnan no Kaze — "Tomo Yo" (de Drop)

### Mejor Colaboración
W-inds con  G-Dragon — "Rain Is Fallin'"
- Beyoncé con  Lady Gaga — "Video Phone"
- Jay-Z con  Alicia Keys — "Empire State of Mind"
- Juju wcon  Jay'ed — "Ashita ga Kuru Nara"
- Miliyah Kato con  Shota Shimizu — "Love Forever"

### Mejor Canción de Karaokee!
Miliyah Kato  con Shota Shimizu — "Love Forever"
- The Black Eyed Peas — "I Gotta Feeling"
- Kaela Kimura — "Butterfly"
- Lady Gaga — "Poker Face"
- Kana Nishino — "Motto..."

## Premios Especiales

### MTV Icon Award
- Exile

### Mejor Director
- Kodama Hirokazu

## Presentaciones en vivo
- 2NE1 — "Fire"
- Big Bang — "Gara Gara Go! / Hands Up"
- Bradberry Orchestra — "Love Check"
- Exile — "24karats Stay Gold"
- Miliyah Kato — "Sayonara Baby / Bye Bye"
- Kesha — "Tik Tok / Your Love Is My Drug"
- K'naan con AI — "Wavin' Flag"
- Superfly — "Alright!!"
- Taio Cruz — "Break Your Heart"
- W-inds — "New World"

## Enlaces
- MTV Video Music Awards Japan website

- Datos: Q822289